# ハヤブサ消防団
『ハヤブサ消防団』（ハヤブサしょうぼうだん）は、池井戸潤による日本の小説。『小説すばる』（集英社）にて、2021年6月号から2022年5月号まで連載された。2022年9月5日に同社より単行本が発売された。第36回柴田錬三郎賞受賞作。
2025年5月20日に集英社文庫版が刊行された。
2022年12月にテレビドラマ化が発表され、2023年7月期にテレビ朝日系列で放送された。
2025年5月、続編となる『ハヤブサ消防団 森へつづく道』（ハヤブサしょうぼうだん もりへつづくみち）の連載が『小説すばる』2025年6月号（集英社）でスタートした。

## あらすじ
ある年の春、中部地方での取材の帰りにU県S郡八百万町ハヤブサ地区にある亡き父の生家である桜屋敷（敷地内にヤマザクラの大木があるので、ハヤブサ地区では桜屋敷と呼ばれている）を訪れたミステリ作家の三馬太郎。屋敷に入り、家の風通しを行い2階のデッキからハヤブサ地区を一望した太郎は、この家こそ自分が住む場所なのではと思い立つ。東京の中目黒のマンションへ帰った太郎は、引っ越しの準備をし、友人知人に田舎へ引っ越すと宣言。老朽化した桜屋敷の改修工事を施し、翌年2月末に東京での生活を終え、3月から桜屋敷に移住した。
移住半月後、自治会長が自治会の勧誘に訪れたことで自治会に加入し、後日自治会の会合に参加する。会合後、同世代である藤本勘介に飲みに誘われ、その席で八百万町消防団ハヤブサ分団、通称ハヤブサ消防団にも加入することとなった。消防団加入式は3月末に八百万地区で行われたが、そのさなかにハヤブサ地区の民家から火の手が上がったとの通報があり、みなで急遽駆けつけ消火作業した。納屋からの出火であったため太郎はタバコの不始末を疑ったが、勘介はこれで3件目だと言う。この火事をきっかけに、ハヤブサ地区の土地を取得し聖地化を目論む宗教法人オルビス十字軍との攻防に関わることとなる太郎であった。
9月のある夜、桜屋敷に不審者が来たが、人感センサーライトが反応し、不審者は特徴的な車の音とともに去っていった。桜屋敷には特に被害はなかったがあえて駐在所に申告した。前後して、6月には消防団員の山原賢作、10月には町長の信岡信蔵の家でも不審火が発生した。賢作の家は作業場の一部を焼いたボヤで済んだが、信岡町長の家は母屋が焼失したもののが家業の酒蔵は無事であった。
太郎は連続放火の被害にあった家々が火災のあと再建費用などのために土地を売却していた事実を突き止める。土地の買取をしていたタウンソーラーの真鍋が怪しいと推理するが、いくつかの家が燃えていたとき、真鍋にはアリバイがあった。
11月半ばにイノシシ肉を食べないかと勘助に誘われてハヤブサ消防団の分団長である宮原の家へ行くと、猟で捕れたイノシシの解体作業中であり、宮原の猟仲間の吉田夏夫なども来ていた。先に彼らが帰っていく時に、桜屋敷に現れた不審者の正体がわかった太郎は、数日後にイノシシ肉を手土産に賢作の家へ行き、不審者が吉田夏夫である可能性を、賢作と彩、江西和尚に話した。後日、吉田夏夫から、話があると言われた太郎だが、念の為賢作の同席を頼もうと連絡したが町外に行っているという。賢作の帰りを待っているうちに吉田夏夫の家から火の手が上がった。夏夫は助け出されたもののすでに心肺停止状態で、その後死亡が確認された。
調査を進めていく中で、太郎は山原本家の家紋とオルビス十字軍が信仰対象としている十字架の形が似ていることに気がつく。そんな中、タウンソーラーが土地買収を進めるのは太陽光発電のためだけではない可能性を推測し、信蔵の妹なのに山原家の家系図に記載がないと賢作が言っていた山原展子の行方を追い、真相にたどり着く。

## 登場人物
三馬 太郎（みま たろう）
35歳のミステリ作家。5年前に明智小五郎賞を受賞して作家デビューした。両親は太郎が小学生のときに離婚しており母に引き取られ三馬姓となる。愛車はトヨタ・カローラ。

### 太郎の関係者
野々山 勝夫（ののやま かつお）
太郎の父親。ハヤブサ地区の生まれ。6年前に膵臓がんで死亡したが、墓はハヤブサ地区にある。桜屋敷や山などの遺産は太郎が相続し、いつかは売却するつもりだったが固定資産税も納めていた。多趣味で、俳句や能楽のほか、天体観測や写真撮影も行い、桜屋敷の2階は太郎が幼いころ3部屋あったが、1部屋を潰してデッキが設けられていた。
野々山 久則（ののやま ひさのり）
勝夫の遠縁にあたり、八百万地区で仏壇店を営む。勘介の少年野球時代の監督でもある。
野々山 沢子（ののやま さわこ）
久則の妻。信岡信蔵とは同級生。

### ハヤブサ消防団
宮原 郁夫（みやはら いくお）
ハヤブサ分団長。工場勤務。50代で体格は大柄。
森野 洋輔（もりの ようすけ）
副分団長。八百万町役場の土木課勤務。体格は細身。
藤本 勘介（ふじもと かんすけ）
工務店勤務。太郎とは同年代であり、家も近いので仲良くなった。釣りが趣味。愛車は農道のポルシェ。
徳田 省吾（とくだ しょうご）
ハヤブサ地区で洋品店「一徳堂」を営む。気弱そうに見えるが運転は上手く、団の旅行でマイクロバスの運転も担当した。
中西 陽太（なかにし ようた）
大工。背は低いがガッチリした体格。
山原 賢作（やまはら けんさく）
林業会社「山原林業」を経営。痩せ型で眼光が鋭い。宮原とは同級生だが、犬猿の仲で、宮原の分団長就任時に副分団長への就任を断った。

### 八百万町内
信岡 信蔵（のぶおか しんぞう）
八百万町長。出生時は山原姓で生まれもハヤブサ地区であったが、あくどい金貸しをしていた父が早死し、母が八百万地区にある実家に戻り、信岡姓になった。母方の祖父も元町長である。父の職業から、ハヤブサ地区在住のころはいじめの対象とされていたことから、同地区を憎むようになった。
吉田 夏夫（よしだ なつお）
郵便局長。宮原の猟仲間でもある。
永野 誠一（ながの せいいち）
警察署長。野々山沢子の甥にあたる。
近藤 重春（こんどう しげはる）
町おこしプロジェクトのリーダー。
矢内（やない）
町おこしプロジェクトメンバーで役場勤務。
江西 佑空（えにし たすく）
ハヤブサ地区の随明寺の住職。
立木 彩（たちき あや）
映像クリエーターで、2年前に東京から移住した。名古屋の専門学校で非常勤講師をしている。愛車は赤いトヨタ・プリウス。
賀来 武彦（かく たけお）
居酒屋△（さんかく）の主人で40代。以前は町外で居酒屋経営していたが、3年前に地元に戻り居酒屋△を始めた。元消防団員であるので、協力団員でもある。
山原 浩信（やまはら ひろのぶ）
賢作の甥にあたる。3月下旬に行方不明となり、4月に消防団による捜索の結果、滝壺で水死体で発見される。
真鍋（まなべ）
タウンソーラーの営業で太陽光発電用地としてハヤブサ地区の山や畑の買収をしている。

### 八百万町外
中山田 洋（なかやまだ ひろし）
太郎の担当編集者。釣りとゴルフが趣味。
田村 富市（たむら とみいち）
オルビス関係を追っているフリー記者。
高斎 道春（こうさい みちはる）
オルビス・テラエ騎士団教祖。
杉森 登（すぎもり のぼる）
オルビス・テラエ騎士団広報担当幹部、後継団体のオルビス十字軍総長。
江西 展子（えにし のぶこ）
佑空の姉だが、幼少期に養子に貰われており、出生時は山原展子で、信岡信蔵の腹違いの妹。
君津 智世子（きみつ ちよこ）
信蔵の母の妹にあたり、土田市の工務店に嫁いだ。展子の出生の秘密や養子先を知る。

## 書誌情報
- 単行本：集英社、2022年9月5日発売[5]、ISBN 978-4-08-771809-6
- 文庫本：集英社文庫、2025年5月20日発売[7]、ISBN 978-4-08-744767-5

## テレビドラマ
2023年7月13日から9月14日まで、テレビ朝日系「木曜ドラマ」枠にて放送された。主演は中村倫也。
中村の演じる三馬太郎がカメラ目線で視聴者に語りかける、モノローグの演出が施されている。
立木彩を演じた川口春奈は裏番組『ニンゲン観察バラエティ モニタリング』（TBS、20:00 - 21:57）にレギュラー出演しているため、後半が裏被りとなる本番組の放送期間中には彼女をほとんど映さない措置が取られた。この事態を受け、本番組終了後の2023年9月21日には同番組にて本番組の撮影現場への潜入企画が放送された。

### あらすじ（テレビドラマ）
三馬太郎は5年前、「明智小五郎賞」を受賞し作家として注目されるが、スランプに陥っていた。そんな彼は亡き父から相続した実家の売却を求める不動産会社からの手紙を受け取り、父の故郷である岐阜県の山間の集落「ハヤブサ地区」へ向かう。太郎は現地で出会った波川志津雄に案内され、実家の桜屋敷に到着し、父の墓参り後、謎めいた女性立木彩を見かけた小高い丘から一望したハヤブサ地区の景色に惹かれ、移住を決意する。
同年代の藤本勘介から寄り合いに呼ばれた太郎は、ハヤブサ消防団の宮原郁夫、森野洋輔、徳田省吾、山原賢作たちから入団を誘われるが、戸惑いそれを断る。しかし、波川の自宅が火事になり、消防団の迅速な活動に触れ心境は変化し、ハヤブサ地区で放火が疑われる連続火災が起きていると知る。自宅を失い妻の実家に引っ越すと太郎を訪ねてきた波川から、幼いころに太郎が書いた物語の思い出が語られると、作家の原点を振り返り刺激を受けた太郎は「都会で鳴く敦公」を書き上げ、担当編集の中山田洋から面白いと絶賛される。
太郎はハヤブサを守ると決意し消防団へ入団する。歓迎を受けた太郎は、その際、波川と札付きのワルだった山原浩喜がソーラーパネルの設置で揉めていたと聞く。そんな中、浩喜が行方不明となり、消防団は警察と捜索活動を行うが、滝壺の底から浩喜の水死体が発見される。浩喜の死後、ハヤブサ地区を襲った連続火災が彼の放火であるという噂が広まる。そのことに違和感を覚えた太郎は、聞き込みの結果、噂の出所がソーラーパネルを売り回る「ルミナスソーラー」の営業スタッフ 真鍋明光ではないかと、彼を疑う。
そんな中、消防団員の賢作の作業場で4件目の火災が発生し、防犯カメラに不審者が映っていたことから、一連の火災が放火による可能性が高まる。太郎は父の七回忌に訪れた「隋明寺」で、寺に高額の寄進をした檀家が火災に遭っていた共通点に気がつく。いずれの檀家も真鍋に土地売却を持ち掛けられており、火災発生後、被害を補てんする金を工面するため、彼に土地を売却していた事実を突き止める。
そのころ太郎は、ハヤブサ地区を訪れた初日に目撃した映像ディレクターの彩から町おこしのドラマ制作で脚本を依頼され、親密な関係となっていたが、ハヤブサ地区に遊びに訪れ、消防団と親しくなり地元の事情に詳しくなった中山田から、彩がかつて勤めていた映像制作会社・東京アーツムービーのスタッフに、彼女が代表と幹部3人が12人の信者を拷問で死に至らしめ、世間を震撼させた新興宗教「アビゲイル騎士団」の元信者と聞かされたので、彼女に近づかない方がよいと警告される。
中山田の話に困惑し、彩にぎこちない態度をとるようなった太郎は、彩から「私たちってどういう関係ですか」と詰め寄られる。そんな折、連続放火に彩が関与している可能性を中山田に言及された太郎は、彩の名を伏せ、アビゲイルの元信者との接し方を消防団に相談する。賢作から「本人と話をするべき」と言われた太郎は、意を決しアビゲイルとの関係を彩に確認する。彩は自分の脚本がアーツムービーの社長・浅野ヤスノリに奪われ悩んでいた際、友人の滝川明日花に誘われ、教団の顧問弁護士・杉森登を紹介されたのをきっかけに教団と関わりを持ったと明かす。だが、PRビデオの監督を任されたが、連続殺人事件が発生し教団が解散後は関わりがなくなり、地方の専門学校講師の職を得て人目の少ないハヤブサ地区に移住し、住民とのふれあいに心を癒されたと告白する。太郎は隠したかったであろう過去を打ち明けた彩を受け止める。
太郎は、真鍋が土地を買収するために放火している疑惑を消防団に打ち明け、次の放火の標的となる家を見つけるために真鍋に土地を売却していない檀家の調査を依頼する。するとその晩、桜屋敷の家庭菜園が放火され、太郎は火を消し止めた後、軽トラックで逃亡する不審者を目撃する。後日、消防団は放火が疑われる檀家に張り込み真鍋を監視するが、逆に真鍋に不審者として警察に通報され警察署長の永野誠一から注意を受ける。その際、警察も真鍋を放火の容疑で捜査したが、アリバイがあったと明かされ、放火犯の特定は難航する。しかし太郎は、消防団にしか明かしていない改題された新作小説「郭公は都会で笑う」のタイトルを真鍋が口にし、自宅付近で放火犯が落としたと思われる可燃性液体のベンジンの発見から、火災に詳しい消防団員の中に真鍋と共謀する人物がいる可能性を疑う。太郎は隋明寺の住職・江西佑空に放火時刻の団員のアリバイ調査を依頼し、放火犯を特定する。
太郎の新作小説発売のサイン会に合わせ、消防団は東京に研修旅行に訪れる。消防団が晩餐に訪れたレストランで、太郎は特徴的なエンジン音の軽トラに乗車し、着物の染み抜きにベンジンを使い、家庭菜園の放火時刻のアリバイが証明されなかった省吾が放火犯で、真鍋と共謀して連続放火を働き、放火を目撃した浩喜は口封じに殺害されたと推理を披露する。省吾は太郎の推理を認めるでも否定するでもなく、消防団員から犯行に及んだ理由を聞かれても答えず、かつてIT長者を目指し上京するも、夢破れ実家を継いだ昔話を始め、ハヤブサに戻れば全てを話すと言い残し、1人レストランから去ってしまう。しかし翌日、都内の河川敷で省吾の水死体が発見され、警察署を訪ねた太郎たち消防団員は、霊安室で遺体と対面する。
太郎たちがハヤブサ地区に戻ると何故か大勢の人たちで溢れかえり、「居酒屋サンカク」も大盛況であったが、太郎は店内にいる客たちが皆、アビゲイル騎士団の殺人事件の新聞記事でよく見かけた、信者たちが身に着けていた「紫の布」を同じように身に着けていることに気づく。太郎は彩のことが心配になり彼女のアパートに向かうと、そこにアビゲイルの杉森や真鍋が現れ、自分たちや彩は「聖母アビゲイル教団」の信者と名乗り、太郎の質問に彩は答える義務はないと告げる。
消防団は教団によるハヤブサ地区の乗っ取りを恐れ、警察署長の永野に連続放火の関与から信者の追い出しを要請するが、証拠不十分で強制的に追い出すことは無理と言われる。また、八百万町の町長・村岡信蔵に教団を警戒する会見を開くよう働きかけるが、実は教団の信者であった愛人に貢いだ金が教団に献金されていたことで弱みを握られ、会見を握りつぶされてしまう。
そのころ、中山田から「聖母アビゲイル教団」の説明を太郎が桜屋敷で受けていると、ハヤブサ地区の住民・野々山映子が屋敷に侵入し、太郎に何かを伝えようとしたが、若者たちに連れ帰られる。程なく彩が桜屋敷に現れたので、太郎は彩に東京で省吾が放火犯と問い質すのを杉森たちに教えたのかと尋問する。彩は教祖「聖母アビゲイル」こと山原展子の写真を桜屋敷で目撃し、導かれたと感じ太郎と一緒になったと告白、二人の毎日が続くよう、教団の仲間になり作家の才能を生かしてほしいと訴える。しかし彩に嘘をつかれていたと知った太郎が渋い顔をしたため、彩は彼のもとを去る。
彩の発言から、山原展子の出生の地であり悟りを開いたハヤブサ地区はアビゲイルにとって聖地であることから、彼らが土地買収を進めていたことが判明する。太郎はそのことから、中山田とともに山原展子の消息を追い求め、辿り着いた岐阜市内の呉服店の店主から、身寄りのなかった展子は江西忠男という金貸しに引き取られ、虐待を受けていたが、忠男の息子・佑空により庇われていたことを突き止める。
「サンカク」の店主・賀来武彦は、来店したアビゲイルの信者たちの会話から、皆既日食の日にハヤブサで儀式が開かれる情報を掴み、太郎は教団の経典から、それが彩を新聖母に祭り建てる聖母降臨の儀式と推測し、消防団はハヤブサを守るため、儀式の阻止に団結する。
太郎は彩に、聖母アビゲイルの半生を描くドラマの脚本ができたと桜屋敷に誘い、展子の幼なじみであった映子や、義兄の江西住職から聞いた真実に基づく教団に利用された女性・山原展子の悲しき半生を明かし、儀式への参加を涙ながらに思いとどまらせる。彩は太郎の説得に葛藤するが、最後は聖母降臨の儀式に集まった信者たちに、ハヤブサ地区の連続放火事件の真相、真鍋の殺人容疑、その裏で杉森が暗躍していたことを町内放送で告白すると、信者たちは教団を見限り姿を消し、ハヤブサに平和が舞い戻る。
彩の裏切りに激昂した真鍋が猟銃を持ち桜屋敷の太郎と彩の前に現れ、太郎は彩を庇い真鍋の凶弾に倒れるが、消防団や警察が駆けつけ真鍋は逮捕され、一連の事件の黒幕であった杉森もまた、警察に連行される。
真鍋の凶行から生還した太郎は新作小説『翠色の鍵』の売れ行きも好調で、拘置所に収監された彩と文通しながら消防団員としてハヤブサを守る充実した日々を送っていたが、都内ではアビゲイルの新たな聖母に祭り上げられた女性が信者を勧誘していた。

### キャスト

#### 主要人物
三馬太郎（みま たろう）〈35〉
演 - 中村倫也（幼少期：佐藤遙灯）
スランプ気味の作家。亡父の故郷、山間の「ハヤブサ地区」に移住する。
立木彩（たちき あや）〈28〉
演 - 川口春奈
太郎と同じく東京から「ハヤブサ地区」に移り住んだ映像ディレクター。
ハヤブサ地区の町おこしのためのドラマ制作を町役場と企画する。

#### ハヤブサ消防団
藤本勘介（ふじもと かんすけ）〈35〉
演 - 満島真之介（幼少期：加藤翔太）
団員。「八百万工務店」勤務。幼少期に遊んでいたこともあり、すぐに太郎と仲良くなる。
よく話題に母親が登場する。曰く「口が堅い」。
徳田省吾（とくだ しょうご）〈50〉
演 - 岡部たかし
班長。呉服店「一徳堂」の二代目店主。骨董品を紹介するExTuber（動画配信者）。
父親は亡くなっており、母親と暮らしていたが、現在は施設に入居したという。バツ1。
森野洋輔（もりの ようすけ）〈56〉
演 - 梶原善
副分団長。町役場の土木課に勤務している。
宮原郁夫（みやはら いくお）〈60〉
演 - 橋本じゅん
分団長。養鶏場「宮原養鶏」を営む。
山原賢作（やまはら けんさく）〈60〉
演 - 生瀬勝久
部長。林業メーカー「山原林業」の社長。
賀来武彦（かく たけひこ）〈50〉
演 - 福田転球
協力団員。酒飲みの憩いの場「居酒屋サンカク」の店主。

#### ハヤブサ地区の関係者
江西佑空（えにし たすく）
演 - 麿赤兒（学生時代：石岡飛鳥）
「隋明寺」の住職。住民たちからの人望も厚い。太郎の小説のファン。
30年前、岐阜市内から脱サラしてハヤブサ地区の隋明寺を引き継いだ外様の人間で、高校生のころ、父・忠男に引き取られ虐待を受けていた山原展子を庇っていたが、暴君の父の意向に逆らえず、遠い親戚に出されそこでも虐待を受けた展子を助けられず、後悔していた。
杉森から展子の遺骨を返す代わり、アビゲイルのハヤブサへの受け入れを歓迎するよう交渉され、死後、ハヤブサに戻りたいと訴えていた展子の遺骨を取り戻すことを決め、魂を売り彼らの受け入れを歓迎した。
野々山映子（ののやま えいこ）
演 - 村岡希美（幼少期：静莉子）
地区の住民。
村岡信蔵（むらおか しんぞう）〈65〉
演 - 金田明夫（第2話 - ）
ハヤブサ地区が属する八百万町の町長。

#### その他
山原浩喜（やまはら ひろき）〈37〉
演 - 一ノ瀬ワタル
ハヤブサ地区の住人。若いころは札つきのワルだった。家庭菜園を始めるという太郎を訪ね、ナスやきゅうりと肥料を分けてくれる。
波川志津雄の自宅が火災後に行方不明となり、「一の滝」の滝壺で水死体で発見される。
賀来好恵（かく よしえ）
演 - 氏家恵
武彦の妻。「居酒屋サンカク」の女将。
真鍋明光（まなべ あきみつ）〈35〉
演 - 古川雄大
太陽光発電を手掛ける「ルミナスソーラー」の営業スタッフ。
「聖母アビゲイル教団」の信者で、3年前からハヤブサ地区を教団の聖地として取得するため土地の調査に乗り出し、教団が設立した「ルミナスソーラー」の営業マンとしてソーラーパネルの設置を口実に土地を買収していた。
中山田洋（なかやまだ ひろし）〈40〉
演 - 山本耕史
東京にある出版社「草英社」の編集者。「小説れもん」での太郎の編集担当。
山原展子（やまはら のぶこ）
演 - 小林涼子（幼少期：橋本羽仁衣）
太郎の実家のアルバムに写真が載っている謎の女性。
ハヤブサ地区に生まれ、母親の死後、引き取られた江西家で虐待を受けるが、当時高校生の義兄・佑空に庇われていた。
しかし1年後、さらに預けられた江西家の遠い親戚から再び虐待を受け、佑空に助けを求めたが、父に逆らえない佑空に面会を拒まれる。
その後、夜の街を徘徊し万引きをするなどすさんだ生活を送り、やがて病気にかかり入退院を繰り返すようになる。
死後はハヤブサに帰りたいと願い亡くなるが、病院で知り合った人々に誘われたアビゲイルの原形となるサークルの幹部に「聖母」として利用され、遺骨は教団に引き取られ、「聖母アビゲイル」として神聖視され続ける。
山原倫子（やまはら りんこ）
演 - 小林涼子（二役）
展子の母親。ある男性の妾で展子を出産するが、その男性に捨てられ、幼い展子を残し山で飛び降り自殺をしている。

#### ゲスト

##### 第1話
波川志津雄（なみかわ しづお）〈62〉
演 - 大和田獏（第4話回想）
ハヤブサ地区の温厚な住民。幼少期の太郎を覚えている。住民からはナミさんと呼ばれている。
自宅が不審火で焼け落ちたため、妻の実家へ身を寄せることになる。「隋明寺」に300万円寄進している。
編集長
演 - 川井つと（第2話）
「草英社」文芸編集部の「小説れもん」編集長。作家として太郎はもう厳しいと考えている。
矢内潤（やない じゅん）
演 - 岡本篤（第2話・第3話・第5話）
町役場企画課の職員。「居酒屋サンカク」にて彩と町おこしのドラマ制作の打ち合わせをしていた。
しかし、村岡町長からハヤブサ地区のみ扱っている点を指摘され、制作予算が下りなかったと彩に伝える。
子供
演 - 近藤灯、阿久津将真（第3話）
太郎が幼少期、ハヤブサ地区で一緒に遊んだ同じ年頃の子供。
ハヤブサ消防団の団員
演 - 牧野信孝、澤昌広、山本海里

本田康男
演 - 古澤蓮（第6話・最終話）
岐阜県警八百万署の警察官。特異行方不明者となった山原浩喜を、ハヤブサ消防団と共に山間部の河川で捜索する。
防災無線
声 - 新野アコヤ（第8話回想・最終話）
ハヤブサ地区での火災情報を村に放送する。また、地区に皆既日食が起こる日には、周囲が暗くなると注意喚起する。
女性
演 - 遠藤有栖
目黒の自宅マンションのエントランスで太郎がすれ違った女性。
児玉栄司、南部天美、本島信一、栗原昇、篤見清子
演 - 山本栄司（第7話 - 最終話）、南部麻衣（第7話 - 最終話）、本島純政、栗原功平（第7話 - 最終話）、篤見澪（第7話 - 最終話）
野々山映子を伴い、ハヤブサ地区の小高い丘を登る「聖母アビゲイル教団」の5人の若者たち。

##### 第2話
宮原桃子（みやはら ももこ）
演 - 池谷のぶえ（高校時代：岡村咲良）
郁夫の妻。高校時代はハヤブサ地区の山口百恵と呼ばれていた。郁夫と賢作は彼女を奪うべく喧嘩となり、それ以来犬猿の仲となる。
藤掛（ふじがけ）
演 - 畑中タメ
ハヤブサ地区の住民。ガケさん。ソーラーパネルの件で波川と揉めた浩喜が、彼の家に放火したと「居酒屋サンカク」で噂話をする。
木戸
演 - 河原田ヤスケ
ハヤブサ消防団のOB。「居酒屋サンカク」で藤掛と同席する。
杉本瑛二
演 - 竹本純平
ハヤブサ地区の住民。太郎に灯明の当番を伝えに現れる。
関正江
演 - 水野千春
ハヤブサ地区の住民。太郎に「隋明寺」の寺当番を知らせにくる。
男性、女性
演 - 大滝明利、松山尚子
「居酒屋サンカク」で、浩喜がハヤブサ地区の3件の放火犯だと噂話をする。
小澤まどか（探偵ハヤブサ 役）、横川圭之介（マサル 役）
演 - 緒方ありさ（第5話・第7話）、永山大智（第5話・第7話）
彩が町おこしに企画したドラマ『探偵ハヤブサの事件簿』の出演キャスト。地方劇団の俳優。
ハヤブサ地区の住人
演 - 古川がん
耕運機を運転する真鍋の服が汚れていることを気に掛ける農夫。

##### 第3話
町役場の職員
演 - 長野克弘
役場で村岡町長を待つ彩に、町長は戻ってこないだろうと告げる。
藤本ヒデ子
演 - にしだまちこ
勘介の祖母。太郎の家にあった写真の女性は、山原倫子ではないかと教える。
山原賢作の妻
演 - 岩本えり
消火器を持って作業場の消火に向かう賢作に「お父さん 消防車待っとったほうが…」と呼びかける。

##### 第4話
池田照男
演 - 新島勝夫
ハヤブサ地区の住民。火の用心を呼びかけ夜回りするハヤブサ消防団に声をかける。
山原勝
演 - 大村わたる（第8話・最終話）
山原賢作の甥。マー坊。賢作の口利きで村岡町長の秘書となるが、本人曰く運転手兼雑用係。
かつてギャンブルで負債を抱えていたが賢作が肩代わりし親にも内緒にしてくれたことで彼に頭が上がらず、村岡町長が観光助成金を使い込んでいることを賢作に教える。
村岡の愛人が実は「聖母アビゲイル教団」から送り込まれた信者で、彼女に貢いだ金が教団へ献金されていたと脅されたため、村岡は教団を警戒する会見を握りつぶされたのだろうと告発し、村岡に愛想を尽かし秘書を辞めると告げる。
アナウンサー
演 - 山本雪乃（テレビ朝日アナウンサー）
八百万町で村岡町長が企画して催された町おこしイベント「ツチノコアドベンチャー」の様子を伝える。
田中理沙子
演 - 爽香（第8話では写真のみ）
村岡町長の愛人。ハヤブサ消防団が密会の様子を盗撮し、観光助成金の使い込みの件と合わせ村岡を脅し、彩が企画する町おこしのドラマの制作予算をつけさせた。実は「聖母アビゲイル教団」の信者で、村岡町長を懐柔するために教団から送り込まれていた。
女の子
演 - 木村日鞠
彩がみた夢の中で、自然をバックに彼女と遊ぶ女児。
ナレーター
声 - 田中あい
彩が制作したアビゲイル騎士団のPRビデオにナレーションをあてる。

##### 第5話
浅野ヤスノリ
演 - 久保田悠来
東京アーツムービーの社長。監督兼脚本家。彩の書いたドラマ脚本『ループ〜きのうの明日』に興味を示す。
ドラマ制作が決まると脚本の名義を自分に変えさせ、出演者にもさも自身が執筆したかのように振る舞う。
榊浩二
演 - 菅原永二
東京アーツムービーのプロデューサー。彩の脚本をテレビ局スタッフが推しているため、バラエティ班からドラマ部へ移すと打診する。
しかし制作決定が濃厚になると、彩が無名という理由で浅野が脚本を書いたことにするよう命令する。
東京アーツムービーのAD
演 - 阿邊龍之介
バラエティ班のロケで、出演者のマイクを準備できていない彩を注意する。
ハヤブサ地区の住民
演 - 黒澤吉彦、柿弘美
彩が監督する『探偵ハヤブサの事件簿』の撮影が行われていることを、通りかかった真鍋に伝える。
泉澤雅人
演 - 田中貴裕
リポーター。3年前、報道番組『報道ライブQUICK』で連続殺人事件が発生した東京のアビゲイル本部前からリポートした。
ナレーター
声 - 伊藤英敏
報道番組で連続殺人事件が発生したアビゲイル騎士団の資料映像にナレーションをあてる。
女優
演 - 吉田伶香、松長ゆり子
『ループ〜きのうの明日』の出演女優。社長業の傍らいつ脚本を書いているのか、と監督の浅野に尋ねる。
杉森登
演 - 浜田信也（第7話 - 最終話）
「アビゲイル騎士団」の顧問弁護士。信者殺害事件後、教団の解散を記者会見で発表する。
彩から脚本の権利を奪われた件で相談を受け、浅野たちと交渉、ショックで彩が出社できなくなった期間の未払い給与とボーナスを教団がバックにいることを匂わせ支払わせる。
アビゲイル騎士団が解散すると後継団体「聖母アビゲイル教団」を結成し代表となり、かつてアビゲイル騎士団代表の高斎が彩に「聖母の魂を受け継ぐものかもしれない」と告げていたことから、彼女を教団の聖母として祭り上げようとする。
教祖・山原展子の出生の地にして悟りを開いたハヤブサ地区を聖地とし、その聖地を教団のものとするため3年前から真鍋に土地の所有者を調査させ、その1年後、彩に地方の専門学校の講師の職を準備してハヤブサ地区に移住させると「ルミナスソーラー」を設立し、ソーラーパネルの設置を口実に真鍋に土地を買収させた。また、土地買収に応じないものには教団のオンラインサロンで入信した消防団の省吾に教団の使命として自宅に放火させ、被害を補う金の工面に土地を売却するように仕向けていた。
滝川明日花
演 - 金澤美穂（第8話写真）
彩の高校時代からの友人。浅野に脚本を奪われ傷心の彩に弁護士を紹介するため、アビゲイル騎士団へ連れて行く。
教団からの脱会を希望していたが監禁・拷問され、12名の信者のひとりとして犠牲者となっている。
女性信者
演 - 工藤時子、響野夏子
アビゲイルを訪れ、杉森から給与未払い金の支払い交渉の説明を受ける彩に話しかける。
信者
演 - 星耕介
連続殺人事件の取材で押し寄せたマスコミに対し、事件など起こっておらず代表は嵌められたと説明する。
信者
演 - 山田菜子、谷麻帆
連続殺人事件発覚後に彩と行動を共にしていた信者。教団本部前でマスコミに追い回され、突撃取材を受ける。
幹部
演 - 林和義（第8話・最終話）、岩永ひひお（第8話）、牧佳子（第8話）
アビゲイル騎士団の幹部。彩の制作した教団のPRビデオを称賛し、教団の長編映画制作も依頼したいと申し出る。
高斎道春
演 - 森下創（第5話写真出演・第8話・最終話）
アビゲイル騎士団の代表。教団のPRビデオを制作した彩を招き、教祖で聖母として祭り上げられる山原展子の写真を彩に特別に拝謁させ、「聖母の魂を受け継ぐものかもしれない」と告げる。
司会者、前田裕次郎
演 - 草薙和輝（テレビ朝日アナウンサー）（最終話）、あづみ昌宏
Towa TVの番組『Noon Scoop』の司会者と解説委員長。宗教法人アビゲイル騎士団連続殺人事件を徹底追及する特集で語り合う。
住民
演 - 大竹周作
「嘘っぱちの救済を説く偽宗教は出ていけ」とアビゲイル騎士団本部前で拡声器を手にアジテーションする住民。

##### 第6話
村西耕作
演 - 峰秀一
隋明寺へ多額の寄進をしていた男性。真鍋の訪問を受けるが、土地も山も売るつもりはないと断っていた。
しかし、温泉旅行で留守の間、自宅で飼っているウサギの餌やりと灯明当番の代理を真鍋に頼んでいた。
櫻井の妻
演 - 木村八重子
隋明寺へ多額の寄進をしていた高齢女性。放火の標的になる恐れがあったため、勘介から真鍋に土地を売ったか確認されると、土地は売却済であった。
蒲生健次
演 - 古川慎
隋明寺へ多額の寄進をしていた高齢男性。放火の標的になる恐れがあったため、洋輔から真鍋に土地を売ったか確認されるが耳が遠く、確認が難航するが土地は売却済であった。
加藤の妻
演 - 菊地由希子
隋明寺へ多額の寄進をしていた男性の妻。放火の標的になる恐れがあったため、省吾から真鍋に土地を売ったか確認されると、売らないことにしたと答える。
加藤家の子供たち
演 - 見崎類、今泉尚、小川和真
訪問した省吾に水鉄砲で水を浴びせる。
永野誠一
演 - おかやまはじめ（第8話・最終話）
八百万署の警察署長。村西の自宅周辺に不審者がいると真鍋から通報されており、見張っていた消防団を注意する。
また、警察も真鍋の放火容疑を捜査していたが、3件の火災発生時、彼のアリバイが確認されたと明かす。
連続放火や省吾の変死に「聖母アビゲイル教団」が関与していると賢作たちから訴えられるが、「アビゲイル騎士団」とは別組織で、放火へ関与した証拠が不十分なため、ハヤブサ地区に大挙して現れた信者たちを強制的に追い返すことはできないとの見解を示す。
サンカクの客
演 - 箕輪はるか

##### 第7話
男性、女性
演 - 落合優人、安里唯
都内書店で開かれた太郎の新刊「郭公は都会で笑う」の販売促進サイン会にて、太郎を知っているか話し合う。
捜査員
演 - 浅井浩介
都内の河川敷にて溺死体で発見された省吾の検案が済み次第、遺体を確認して欲しいと消防団メンバーに聞き合わせる。
冨田
演 - 瑠美子
ハヤブサ地区の住民。消防団が東京から戻ると、村で見かけない大勢の若者たちから農作業の手伝いを受けていた。
レストランの客
演 - 水嶋ミナ（第8話・最終話）、溝口雄大（第8話・最終話）
都内のレストランにて消防団の傍らで食事をしていた男女。省吾がレストランを去った直後に退店し、女性は真鍋の待つ乗用車に乗り込む。
その後、ハヤブサ地区に移住している。
サンカクの客
演 - 道川内蒼（第8話）
賀来夫婦が閑古鳥が鳴く客入りを嘆くサンカクに、突然押し掛けた若者の団体客を先導する人物。
サンカクの客
演 - 岩城滉太（第8話）、出津玲奈（第8話）
女性が「店名はサンカクでなくマルのほうがいい」と言ったことから、勘介が「マルなんかださいわ」と返すと、一斉に静まり返って怒気を孕み消防団を凝視する。

##### 第8話
西山庄之助
演 - 佐々木梅治
岐阜市内の川原呉服店の店主。山原展子の消息を探す太郎たちに、身寄りのなかった展子は金貸しの江西忠男に引き取られたと教える。
西山敏子
演 - 塚田美津代
庄之助の妻。展子は江西忠男に虐待を受けていたが、彼の息子・佑空に庇われていなければどうなっていたものかと太郎たちに教える。
商店主
演 - 菅野久夫
ハヤブサ地区の生活雑貨店の店主。山原倫子と展子親子の写真を見せられ、妾に産ませた子供を引き取った家があったと中山田に教える。
記者
演 - 上村愛香（最終話）、錦織大輔（最終話）
村岡町長の記者会見に出席した記者。
信者たち
演 - 小橋秀行（最終話）、橘美緒（最終話）、塚原さやか、太地琴恵、大塚かなえ、山本紗々萊
花火が行われている八百万旅館前に現れた彩に次々と声をかける「聖母アビゲイル教団」の信者たち。

##### 最終話
江西忠男
演 - 河野マサユキ
岐阜市内に住んでいた金貸し。「隋明寺」の住職・佑空の父親。母親が亡くなり天涯孤独となった幼い展子を引き取るも虐待していた。しかしわずか1年ほどで子供のいない遠くの親戚の家に出してしまう。
女性
演 - 平島茜
50年前、幼い日の展子に「お母さんの具合どうや」と声をかける。
スーパーの店員
演 - 鈴木理学
スーパーで食料品を盗んだ展子を捕まえ、警察に突き出そうとする。
信者
演 - 東條織江、眞田惠津子
悩みを抱えアビゲイル騎士団を訪問した映子とともに、聖母として祭られていた展子を紹介された女性たち。
アビー
演 - ちゃんみな
中山田がくつろぎ太郎と通話する都内の川沿いのオープンカフェで、太郎の新作「翠色の鍵」を携えて歩く女性。
アビゲイル教団の信者を勧誘する座席に赴き、「アビーって呼んで下さい」と自己紹介する。

### スタッフ
- 原作 - 池井戸潤『ハヤブサ消防団』（集英社）[9]
- 脚本 - 香坂隆史[9]
- 音楽 - 桶狭間ありさ[23]
- 主題歌 - ちゃんみな「命日」（NO LABEL MUSIC / WANER MUSIC JAPAN）[109]
- 衣裳監修 - 岩本起法子
- 特別協力 - 総務省消防庁
- 消防団監修・指導 - 富岡甘楽広域消防本部
- 消防団協力 - 富岡市消防団
- 消防団取材協力 - 群馬県消防学校
- 岐阜県方言監修・指導 - 古澤蓮（岐阜県方言）
- 警察監修 - 古谷謙一[110]
- アドバイザー -  内藤理恵子（#4 - ）
- 演出 - 常廣丈太（テレビ朝日）、山本大輔（アズバーズ）[9]
- ゼネラルプロデューサー - 三輪祐見子（テレビ朝日）[9]
- プロデューサー - 飯田サヤカ（テレビ朝日）、木曽貴美子（MMJ）、小路美智子（MMJ）[9]
- 制作協力 - MMJ[9]
- 制作著作 - テレビ朝日[9]

### 放送日程
| 各話                                                                        | 放送日  | サブタイトル | 演出     | 視聴率 |
| --------------------------------------------------------------------------- | ------- | ------------ | -------- | ------ |
| 第1話                                                                       | 7月13日 | 桜屋敷の住人 | 常廣丈太 | 10.5%  |
| 第2話                                                                       | 7月20日 | 町の噂       | 常廣丈太 | 09.4%  |
| 第3話                                                                       | 8月03日 | 山の怪異     | 山本大輔 | 07.5%  |
| 第4話                                                                       | 8月10日 | 恋の蛍       | 山本大輔 | 08.4%  |
| 第5話                                                                       | 8月17日 | ある女の運命 | 常廣丈太 | 08.8%  |
| 第6話                                                                       | 8月24日 | 放火犯の正体 | 山本大輔 | 09.6%  |
| 第7話                                                                       | 8月31日 | 最後の晩餐   | 山本大輔 | 08.6%  |
| 第8話                                                                       | 9月07日 | 聖母の帰還   | 常廣丈太 | 10.1%  |
| 最終話                                                                      | 9月14日 | 理想の世界   | 常廣丈太 | 10.6%  |
| 平均視聴率 9.3%（視聴率はビデオリサーチ調べ・関東地区・世帯・リアルタイム） |         |              |          |        |

- 初回は21時 - 22時の6分拡大放送[12]。
- 7月27日は『世界水泳福岡2023』中継のため放送休止。

### スピンオフドラマ
『恋の妄想♡消防団』（こいのもうそう♡しょうぼうだん）のタイトルで、動画配信サービス「TELASA」にて、8月3日の第3話放送終了後から配信中。

#### キャスト（スピンオフドラマ）
- 三馬太郎 - 中村倫也
- 立木彩 - 川口春奈
- 藤本勘介 - 満島真之介
- 徳田省吾 - 岡部たかし
- 森野洋輔 - 梶原善
- 中山田洋 - 山本耕史
- 賀来武彦 - 福田転球

#### スタッフ（スピンオフドラマ）
- 脚本 - 富安美尋[122]
- 音楽 - 桶狭間ありさ[122]
- 監督 - 日暮謙[122]
- ゼネラルプロデューサー - 三輪祐見子（テレビ朝日）[122]
- プロデューサー - 飯田サヤカ（テレビ朝日）[122]、木曽貴美子（MMJ）[122]、小路美智子（MMJ）[122]
- 制作協力 - MMJ
- 制作著作 - テレビ朝日

#### 配信日程（スピンオフドラマ）
| 各話 | 配信日  |
| ---- | ------- |
| ep1  | 8月03日 |
| ep2  | 8月17日 |

### 備考
ドラマ内の「居酒屋サンカク」のセットは岐阜県加茂郡八百津町が購入し、八百津町八百津の人道の丘公園管理棟内に移設され、観光施設として整備されることになった。
| テレビ朝日系列 木曜ドラマ                               | テレビ朝日系列 木曜ドラマ                  | テレビ朝日系列 木曜ドラマ                        |
| 前番組                                                  | 番組名                                     | 次番組                                           |
| ------------------------------------------------------- | ------------------------------------------ | ------------------------------------------------ |
| ケイジとケンジ、時々ハンジ。 （2023年4月13日 - 6月8日） | ハヤブサ消防団 （2023年7月13日 - 9月14日） | ゆりあ先生の赤い糸 （2023年10月19日 - 12月14日） |